# Prodecatoma sembilansis
Prodecatoma sembilansis är en stekelart som beskrevs av T.C. Narendran 1994. Prodecatoma sembilansis ingår i släktet Prodecatoma och familjen kragglanssteklar.
Artens utbredningsområde är Taiwan. Inga underarter finns listade i Catalogue of Life.